# Юрга (Гомельская область)
Юрга (бел. Юрга) — посёлок в Столбунском сельсовете Ветковского района Гомельской области Белоруссии.

## География

### Расположение
В 35 км на северо-восток от Ветки, 57 км от Гомеля.

## Транспортная сеть
Транспортные связи по просёлочной, затем автомобильной дороге Столбун — Ветка. Застройка деревянная, усадебного типа.

## История
Основан в начале 1920-х годов переселенцами из соседних деревень на бывших помещичьих землях. В 1930 году жители вступили в колхоз. Во время Великой Отечественной войны в декабре 1943 года оккупанты полностью сожгли посёлок и убили 19 жителей. 8 жителей погибли на фронте. В 1959 году в составе совхоза «Столбунский» (центр — деревня Столбун).

## Население

### Численность
- 2011 год — 4 хозяйства, 5 жителей.

### Динамика
- 1940 год — 20 дворов 60 жителей.
- 1959 год — 95 жителей (согласно переписи).
- 2004 год — 11 хозяйств, 17 жителей.
- 2010 год — 4 хозяйства, 8 жителей.
- 2011 год - 4 хозяйства, 5 жителей.